# Cambio climático en Taiwán
El cambio climático en Taiwán ha provocado que las temperaturas en Taiwán aumenten 1,4 grados Celsius en los últimos 100 años.  El nivel del mar alrededor de Taiwán aumentará al doble del ritmo del aumento global del nivel del mar.  El gobierno se comprometió a reducir las emisiones en un 20% en 2030 y un 50% en 2050, en comparación con los niveles de 2005.

## Emisiones de gases de efecto invernadero

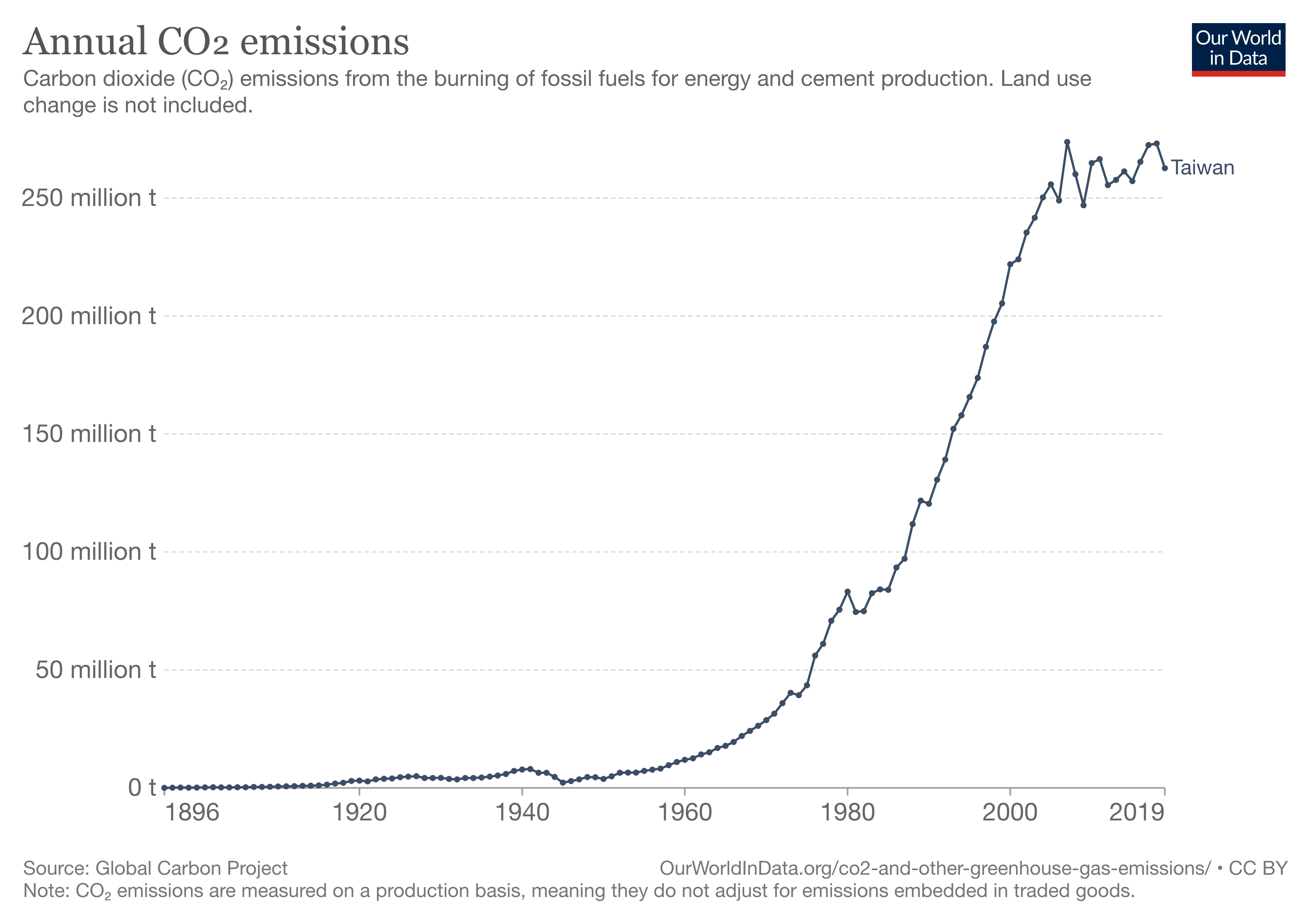
Las emisiones anuales de de Taiwán entre 1896 y 2019.

En 2020, las emisiones anuales CO2 fueron de 273,17 millones de toneladas y 11,47 toneladas per cápita, desde 2005 ha habido una estabilización de las emisiones de CO2: las emisiones anuales CO2 aumentaron un 2,52 % y las emisiones de per cápita disminuyeron un 2,26 % entre 2005. y 2020. En 2020, las emisiones acumuladas CO2 fueron de 9,05 mil millones de toneladas; en 2020, Taiwán fue responsable del 0,78% de las emisiones mundiales.  El gobierno de Taiwán se ha comprometido a reducir las emisiones en un 20% en 2030 y un 50% en 2050 en comparación con los niveles de 2005.  Se estima que la central eléctrica de Taichung fue una de las diez centrales eléctricas de carbón más contaminantes del mundo en 2018, con 29,9 millones de toneladas de dióxido de carbono, y las emisiones relativas se estiman en 1.282. kg por kWh. 

## Impactos en el medio ambiente natural

### Cambios de temperatura y clima.

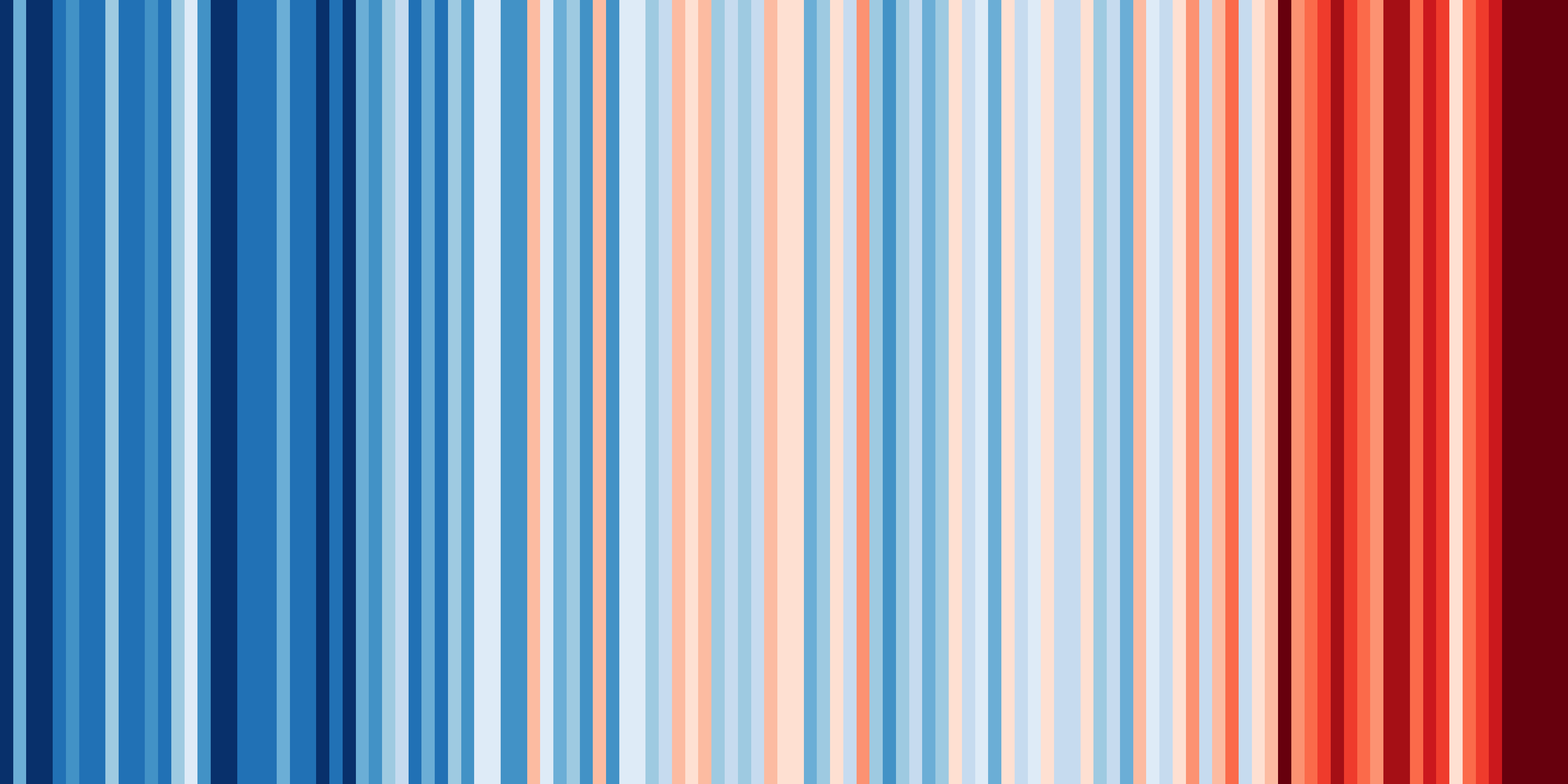
El calentamiento azota a Taiwán de 1901 a 2019

Según la Plataforma de Conocimiento de Adaptación e Información sobre Proyección del Cambio Climático de Taiwán (TCCIP), el número de días que registren más de 36 grados Celsius en las llanuras de Taiwán puede pasar de menos de 1 día al año en 2021 a 48,1 días en 2100 si la temperatura global el aumento no se mantiene por debajo de 1,5 grados centígrados, si se mantiene por debajo de 1,5 grados centígrados habría 6,6 días al año con tales temperaturas. Los veranos también podrían extenderse hacia finales de siglo de 80 días a 210 días, los inviernos se acortarán de 0 a 50 días en comparación con los 70 días de 2021.  Se ha registrado que el verano de 2020 tuvo el clima más caluroso jamás visto en Taiwán. 

### Aumento del nivel del mar
En un informe que Greenpeace Taiwán publicó en agosto de 2020, se informó que el mar alrededor de Taiwán está aumentando al doble del ritmo del aumento mundial del nivel del mar. Dijeron que 6 municipios están en peligro de aumento del nivel del mar y marejadas ciclónicas, lo que representa el 70% de la población. Lugares como el edificio de oficinas presidenciales en Taipei, el aeropuerto Songshan y partes de Kaohsiung se inundarían y Tainan sufriría los mayores daños debido a las inundaciones. 

### Ecosistemas

Aumento del nivel del mar en Taiwán.

Los arrecifes de coral en Taiwán han experimentado blanqueamiento y en 2020 se experimentó el peor blanqueamiento en 22 años.  El 31% de los arrecifes de coral de Taiwán están muriendo debido a las altas temperaturas del agua del mar. El 52% de los corales está experimentando diferentes niveles de estrés térmico y el 31% está muriendo en un proceso irreversible. 

### Recursos hídricos
En 2020 se anunció escasez de depósitos de agua debido a que los tifones no tocaron tierra en Taiwán ni se acercaron a Taiwán. Este fue el primer año en más de 50 años en que Taiwán no vio una tormenta. Normalmente, los tifones tocarían tierra tres o cuatro veces al año, pero desde 2010 el promedio ha sido de 2,5 tifones al año. 2020 ha experimentado la peor sequía en más de 50 años, ya que las precipitaciones disminuyeron entre un 20% y un 60%.  
El norte de Taiwán podría experimentar sequías primaverales más frecuentes entre 2040 y 2060, lo que podría tener un efecto en el uso del agua para el público y para la agricultura.  A finales de siglo, los tifones que tocarán tierra en Taiwán disminuirán entre un 44% y un 54% en comparación con los tifones que tocaron tierra entre 1974 y 2015. Lo que provocaría vientos más fuertes entre un 4% y un 8% y más precipitaciones durante el tifón, entre un 30% y un 40%, las precipitaciones disminuirían anualmente entre un 40% y un 60%. 

## Mitigación y adaptación

### Políticas y legislación
El gobierno taiwanés se ha comprometido a aumentar el uso de energía renovable al 20 % para 2025.  El gobierno se comprometió a reducir las emisiones en un 20% en 2030 y un 50% en 2050, en comparación con los niveles de 2005, lo que fue firmado por la Ley de Gestión y Reducción de Gases de Efecto Invernadero de Taiwán de 2015. Según el RSPRC, esto no sería suficiente para mantener la temperatura global entre 1,5 y 2 grados centígrados. El gobierno de Taiwán ha invertido en la industria de turbinas eólicas; Taiwán tenía el octavo mercado eólico marino más grande del mundo en 2019. 

#### Precio del carbono
Taiwán actualmente no tiene ningún tipo de impuesto al carbono. En 2009, la Institución Chung-Hua para la Investigación Económica (CIER), a la que el gobierno había encargado que asesorara sobre su plan para reformar los impuestos del país, recomendó un gravamen de NT$ ( US$61,8, £37,6) por tonelada de Emisiones de CO2.  Como resultado, el viceministro de Finanzas, Chang Sheng-ho, anunció un plan para un impuesto al carbono a partir de 2011,  cuyos ingresos financiarían a las familias de bajos ingresos y el transporte público.  Sin embargo, el primer ministro Wu Den-yih se opuso a la implementación del impuesto, argumentando que aumentaría el sufrimiento público durante la recesión en curso.   El impuesto al carbono nunca se implementó.
A diferencia del impuesto al carbono comúnmente adoptado, la Ley de Respuesta al Cambio Climático de Taiwán ha propuesto la implementación de una tarifa al carbono. Esto requeriría que las empresas locales que emiten más de 25.000 toneladas de carbono al año pagaran una tarifa.  La tasa de carbono entraría en vigor a partir de 2024 o 2025 y comenzaría con los grandes emisores, mientras que otros grupos emisores de carbono se agregarían posteriormente después de que se apruebe la ley inicial. 

## Sociedad y cultura

### Percepción pública
Según una encuesta realizada por el RSPRC en abril de 2020, el 85% de los taiwaneses dijeron que experimentaron los efectos del cambio climático en algún nivel.  La encuesta también encontró que la aceleración de la transición energética y la reducción de carbono ocuparon el tercer lugar con un 38,7% cuando se les preguntó cuáles deberían ser las prioridades del gobierno a largo plazo. Existe apoyo bipartidista entre los partidarios del bando Pan-Azul (76,2%) y del bando Pan-Verde (84%) para una promoción proactiva de una transición energética. El 78,5% de los encuestados apoyó los objetivos del gobierno para 2025 de tener un 20% de energía renovable en 2025. Los encuestados dieron 3,83 de 7 puntos a cuán justa es la transición energética, dieron 3,74 de 7 puntos a cuán bien planificada está la transición energética y dieron 4,32 de 7 puntos a cuán urgente actuó el gobierno al respecto. Un total del 44,7% está a favor de la eliminación gradual de los combustibles fósiles, el 43,7% se mostró en contra de la eliminación progresiva de los combustibles fósiles. Los académicos y expertos fueron los más confiables cuando se hablaba de información energética (59,3%), los grupos ambientalistas ocuparon el segundo lugar (37,6%). El 59,8% de los encuestados dijo que se debería exigir a las empresas que tengan obligaciones con la transición energética si reciben estímulos del gobierno para ayudarlas durante el COVID-19, el 77,2% de los encuestados quería que hicieran lo mismo con las aerolíneas. 
- Vehículos eléctricos enchufables en Taiwán